# 亀岡町 (太田市)
亀岡町（かめおかちょう）は、群馬県太田市にある地名（町丁）。郵便番号は370-0411。

## 概要
尾島地区にある町丁。

## 地理

### 近隣町丁
- 粕川町
- 安養寺町
- 阿久津町
- 武蔵島町
- 前島町
- すずかけ町
- 太子町
- 尾島町
- 下田島町

## 世帯数と人口
2022年（令和4年）3月31日現在の世帯数と人口は以下の通りである。
| 町丁   | 世帯数  | 人口   |
| ------ | ------- | ------ |
| 亀岡町 | 910世帯 | 2013人 |

## 交通

### 鉄道
町内に鉄道は通っていない。

## 施設
- 太田市立尾島中学校
- 太田市 尾島生涯学習センター
- 太田市尾島体育館